# Transparency International Romania
Transparency International Romania sau Asociația Română pentru Transparență (TI-Ro) este o organizație neguvernamentală care are ca prim scop prevenirea și combaterea fenomenului corupției, la nivel național și internațional, în special prin activități de cercetare, documentare, informare, educare și sensibilizare a opiniei publice. Din 2003, organizația este condusă de către Victor Alistar.

## Istoric
TI România a fost fondată în anul 1999 prin inițiativa unui grup de cetățeni și a unor organizații preocupate de limitarea fenomenului corupției în România, punându-se astfel bazele organizației. În cursul aceluiași an, Asociația Română pentru Transparență a fost acreditată drept filiala națională a rețelei internaționale Transparency International – coaliția globală de luptă împotriva corupției, beneficiind constant de suport tehnic și de specialitate. 

## Activitate
Activitatea TI România constă în derularea a diverse proiecte sau activități de advocacy ce vizează ameliorarea fenomenului de corupție din România. Printre acestea se numără „Ameliorarea luptei împotriva spălării de bani și a corupției în România”, „Fără Șpagă”, „Nu da șpagă”, „Centrul de Asistență Anticorupție pentru Cetățeni” sau „Campania Națională Anticorupție”.
Ca membru al rețelei Transparency International, chapterul din România contribuie la realizarea produselor specifice organizației: Indicele de percepție a corupției, Barometrul Global asupra Corupției sau Indicele Plătitorilor de Mită.      
- Indicele de Percepție al Corupției clasează peste 150 de țări în funcție de gradul în care este percepută existența corupției în rândul oficialilor și politicienilor. Acesta se bazează pe datele privind corupția din sondajele specializate efectuate de mai multe instituții independente de renume precum Gallup Organization.
- Barometrul Global asupra Corupției reprezintă un sondaj de opinie ce măsoară percepția publicului larg asupra corupției și experiențele oamenilor legate de acest fenomen.
- Indicele Plătitorilor de Mită este un sondaj care evaluează oferta de corupție în tranzacțiile de afaceri internaționale, predispoziția companiilor din țările puternic industrializate de a folosi mita în afara țărilor de origine.

În plus, în funcție de agenda proprie sau a Secretariatului TI, filiala națională română contribuie sau realizează cercetări și analize cu privire la tema corupției din România. Studiile la care TI-România își aduce aportul pot fi structurate pe trei categorii majore:
- Rapoartele Globale asupra Corupției: TI-România contribuie anual, împreună  cu celelalte filiale naționale, la redactarea acestora, realizând un raport despre felul în care se manifestă, în România, corupția din sectorul vizat de Raportul Global, arătând totodată consecințele imediate pentru acel sector.
- Rapoartele Naționale asupra Corupției: Replica la nivel național a Raportului Global asupra Corupției se materializează într-un raport anual, care vizează analiza succintă a tuturor sectoarelor potențial afectate de corupție, oferind informații despre ultimele evoluții legislative și instituționale, din aceasta perspectivă.
- Sistemul Național de Integritate constă în realizarea unor studii de țară ce conțin  rapoarte de analiză care prezintă o evaluare detaliată și nuanțată a sistemelor naționale de luptă împotriva corupției. Acestea vin ca o completare la indicii globali și sondajele TI.